# 栗林知美
栗林 知美（くりばやし ともみ、本名：松尾 知美〈旧姓：栗林〉1972年1月11日 - ）は、日本の元女優。東京都出身、新潟県新潟市育ち。主にセクシー系の映画やオリジナルビデオに出演。身長161cm、B83、W58、H85。夫はタレントの松尾伴内。

## エピソード
- 特技はテニス、空手。正道会館に籍を置いていた。
- 『明石家サンタの史上最大のクリスマスプレゼントショー』でアシスタントをしている時に伴内から電話番号を渡される。それ以前にさんま主催の合コンで出会っている。
- 伴内との結婚は、伴内が栗林とデートの約束をしていたが栗林は忘れており、何と伴内が10時間近く同じ場所で待ち続け、それを知った栗林が結婚を申し入れたと言われている。
- 伴内の師匠ビートたけしは『週刊ポスト』で連載中のコラム「ビートたけしの21世紀毒談」にて「よく松尾なんかと結婚する気になったなあ、あいつは家に最初に彼女を連れてきて都はるみのビデオをいっしょに見せられるんだぜ。結婚なんて一生できないと思ってたよ。」と述べている。
- 2005年に双子の男の子が誕生。2人とも伴内にそっくりらしい（伴内の舞台のフリートークより）。
- 出産後は育児のために地元新潟市に在住しており、夫の伴内もそれに従って新潟市で生活している。

## 出演

### 映画
- 修羅がゆく4 東京大戦争（1997年1月10日） - 江秀麗
- 借王シャッキング シリーズ（1998年、1999年） - サキ
  - 借王シャッキング3（1998年7月4日）
  - 借王シャッキング4（1998年7月4日）
  - 借王シャッキング5 THE MOVIE 沖縄大作戦（1999年2月20日）
  - 借王シャッキング6 ナニワ相場師伝説（1999年7月24日）
- 発狂する唇（2000年、佐々木浩久監督） - ルーシー
- 血を吸う宇宙（2001年、佐々木浩久監督） - ルーシー

### テレビバラエティ
- 平成女学園
- トゥナイト2
- ナイナイナ - 「第3回Vシネマ女王決定戦」にて優勝

ほか多数

### テレビドラマ
- 金曜エンタテイメント「ミステリー作家 小春センセイの事件簿2」(フジテレビ)
- 幸せづくり (1999年、東海テレビ) - 京子

### Vシネマ
- 新 痴漢日記
- 堕天使学園
- 人体模型の夜
- ロマンティックマニア
- 復讐 THE REVENGE 運命の訪問者
- 監禁逃亡 性奴隷（1997年） - 主演
- 強請
- 平成極道伝 阿修羅が斬る!（1997年）
- Women
- ラブリーエンジェル/ラブリーエンジェル2
- 新・湘南爆走族 荒くれKNIGHT4（1999年）
- クラヤミノレクイエム
- 世紀末恐怖劇場 とても優しい隣人たち
- 新82分署（1998年）
- 浪花の雀刺2 陰謀（2001年） - レイコ

### ゲーム
- 街 〜運命の交差点〜 倉科亜美 役

### 写真集
- LOVERS（1996年、英知出版）
- T.K.Trap（1997年、ぶんか社）